# Кашников, Филипп Иванович
Филипп Иванович Кашников (26 декабря 1904, Локоть — 16 марта 1971, Москва) — советский государственный хозяйственный  и партийный деятель.

## Биография
Родился в 1904 году в селе Локоть. Член ВКП(б) с 1930 года.
С 1940 года — на хозяйственной, общественной и партийной работе. 
В 1940—1963 гг. : 
- заместитель народного комиссара заготовок,
- 3-й секретарь ЦК КП(б) Молдавии, член Бюро ЦК ВКП(б) по Молдавии,
- секретарь ЦК КП(б) Молдавии,
- 2-й секретарь Бурят-Монгольского областного комитета ВКП(б) — КПСС,
- инспектор ЦК КПСС,
- 2-й секретарь ЦК КП Латвии,
- директор Всесоюзного сельскохозяйственного института заочного образования, председатель Совета по присуждению учёных степеней Всесоюзного сельскохозяйственного института заочного образования

Избирался депутатом Верховного Совета СССР 2-го и 3-го созывов.
Умер в 1971 году в Москве.